# Saif Salman
Saif Salman Hashim Al-Mohammadawi (in arabo سيف سلمان هاشم المحمداوي‎?; Baghdad, 6 maggio 1993) è un calciatore iracheno, centrocampista del Samarra.

## Carriera

### Nazionale

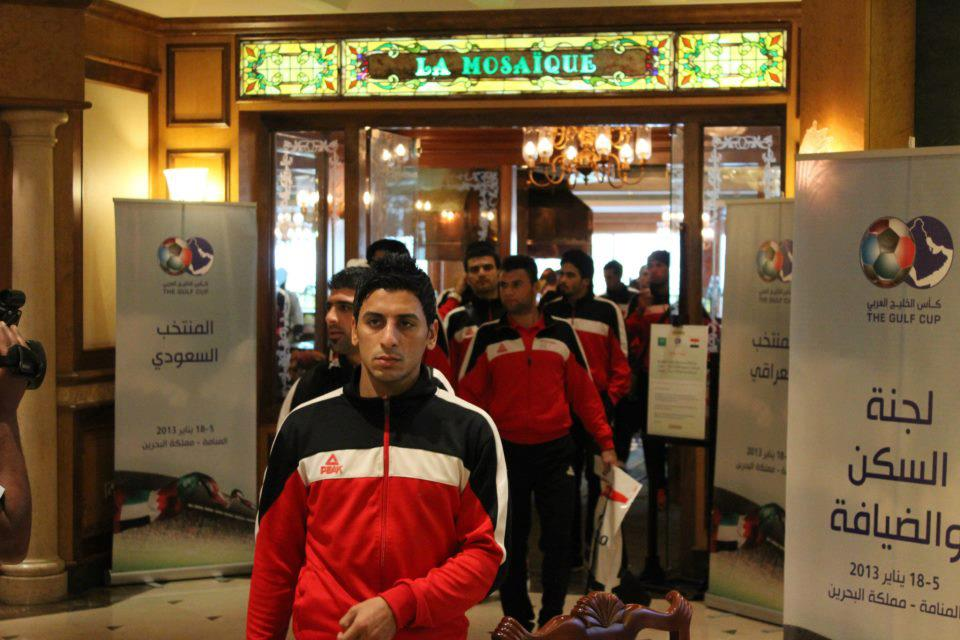
Saif Salman durante la Coppa del Golfo 2013

Con le selezioni Under-19, Under-20 e Under-23 ha partecipato, rispettivamente, all'AFC U-19 Championship 2012, ai Mondiali Under-20 2013, alla AFC Under-22 Asian Cup 2014 e ai Giochi asiatici 2014. 
Ha debuttato in Nazionale maggiore il 3 dicembre 2012, nell'amichevole Bahrein-Iraq (0-0). Ha partecipato, con la selezione irachena, al Campionato WAFF 2012, al Campionato WAFF 2014, alla Coppa del Golfo 2013 e alla Coppa del Golfo 2014. È sceso in campo, inoltre, nelle qualificazioni ai Mondiali 2014 e nelle qualificazioni alla Coppa d'Asia 2015. Ha totalizzato, con la nazionale maggiore irachena, 38 presenze.

## Statistiche

### Cronologia presenze e reti in nazionale
| Cronologia completa delle presenze e delle reti in nazionale ― Iraq | Cronologia completa delle presenze e delle reti in nazionale ― Iraq | Cronologia completa delle presenze e delle reti in nazionale ― Iraq | Cronologia completa delle presenze e delle reti in nazionale ― Iraq | Cronologia completa delle presenze e delle reti in nazionale ― Iraq | Cronologia completa delle presenze e delle reti in nazionale ― Iraq | Cronologia completa delle presenze e delle reti in nazionale ― Iraq | Cronologia completa delle presenze e delle reti in nazionale ― Iraq |
| Data                                                                | Città                                                               | In casa                                                             | Risultato                                                           | Ospiti                                                              | Competizione                                                        | Reti                                                                | Note                                                                |
| ------------------------------------------------------------------- | ------------------------------------------------------------------- | ------------------------------------------------------------------- | ------------------------------------------------------------------- | ------------------------------------------------------------------- | ------------------------------------------------------------------- | ------------------------------------------------------------------- | ------------------------------------------------------------------- |
| 3-12-2012                                                           | Doha                                                                | Bahrein                                                             | 0 – 0                                                               | Iraq                                                                | Amichevole                                                          | -                                                                   |                                                                     |
| 10-12-2012                                                          | Kuwait City                                                         | Iraq                                                                | 1 – 0                                                               | Giordania                                                           | Campionato WAFF 2012 - Gironi                                       | -                                                                   | 87’                                                                 |
| 13-12-2012                                                          | Kuwait City                                                         | Iraq                                                                | 1 – 1                                                               | Siria                                                               | Campionato WAFF 2012 - Gironi                                       | -                                                                   | 52’                                                                 |
| 18-12-2012                                                          | Kuwait City                                                         | Oman                                                                | 0 – 2                                                               | Iraq                                                                | Campionato WAFF 2012 - Semifinali                                   | -                                                                   |                                                                     |
| 20-12-2012                                                          | Kuwait City                                                         | Iraq                                                                | 0 – 1                                                               | Siria                                                               | Campionato WAFF 2012 - Finale                                       | -                                                                   | 70’                                                                 |
| 30-12-2012                                                          | Baghdad                                                             | Iraq                                                                | 1 – 2                                                               | Tunisia                                                             | Amichevole                                                          | -                                                                   |                                                                     |
| 6-1-2013                                                            | Madinat 'Isa                                                        | Arabia Saudita                                                      | 0 – 2                                                               | Iraq                                                                | Coppa del Golfo 2013 - Gironi                                       | -                                                                   |                                                                     |
| 9-1-2013                                                            | Madinat 'Isa                                                        | Iraq                                                                | 1 – 0                                                               | Kuwait                                                              | Coppa del Golfo 2013 - Gironi                                       | -                                                                   |                                                                     |
| 12-1-2013                                                           | Madinat 'Isa                                                        | Iraq                                                                | 2 – 0                                                               | Yemen                                                               | Coppa del Golfo 2013 - Gironi                                       | -                                                                   |                                                                     |
| 15-1-2013                                                           | Riffa                                                               | Iraq                                                                | 1 – 1 (4 - 2 dtr)                                                   | Bahrein                                                             | Coppa del Golfo 2013 - Semifinali                                   | -                                                                   | 108’                                                                |
| 18-1-2013                                                           | Riffa                                                               | Emirati Arabi Uniti                                                 | 2 – 1 dts                                                           | Iraq                                                                | Coppa del Golfo 2013 - Finale                                       | -                                                                   | 40’                                                                 |
| 6-2-2013                                                            | Dubai                                                               | Iraq                                                                | 1 – 0                                                               | Indonesia                                                           | Qual. Coppa d'Asia 2015                                             | -                                                                   |                                                                     |
| 22-3-2013                                                           | Changsha                                                            | Cina                                                                | 1 – 0                                                               | Iraq                                                                | Qual. Coppa d'Asia 2015                                             | -                                                                   | 45’                                                                 |
| 26-3-2013                                                           | Baghdad                                                             | Iraq                                                                | 2 – 1                                                               | Siria                                                               | Amichevole                                                          | -                                                                   | 84’                                                                 |
| 27-5-2013                                                           | Baghdad                                                             | Iraq                                                                | 0 – 1                                                               | Liberia                                                             | Amichevole                                                          | -                                                                   | 46’                                                                 |
| 4-6-2013                                                            | Mascate                                                             | Oman                                                                | 1 – 0                                                               | Iraq                                                                | Qual. Mondiali 2014                                                 | -                                                                   | 58’                                                                 |
| 11-6-2013                                                           | Doha                                                                | Iraq                                                                | 0 – 1                                                               | Giappone                                                            | Qual. Mondiali 2014                                                 | -                                                                   |                                                                     |
| 18-6-2013                                                           | Sydney                                                              | Australia                                                           | 1 – 0                                                               | Iraq                                                                | Qual. Mondiali 2014                                                 | -                                                                   | 79’                                                                 |
| 14-8-2013                                                           | Brøndby                                                             | Cile                                                                | 6 – 0                                                               | Iraq                                                                | Amichevole                                                          | -                                                                   |                                                                     |
| 6-10-2013                                                           | Beirut                                                              | Iraq                                                                | 3 – 2                                                               | Yemen                                                               | Amichevole                                                          | -                                                                   | 60’                                                                 |
| 8-10-2013                                                           | Beirut                                                              | Libano                                                              | 1 – 1                                                               | Iraq                                                                | Amichevole                                                          | -                                                                   | 19’                                                                 |
| 15-10-2013                                                          | Amman                                                               | Iraq                                                                | 0 – 2                                                               | Arabia Saudita                                                      | Qual. Coppa d'Asia 2015                                             | -                                                                   | 51’                                                                 |
| 11-11-2013                                                          | Baghdad                                                             | Iraq                                                                | 2 – 1                                                               | Siria                                                               | Amichevole                                                          | -                                                                   | 46’                                                                 |
| 15-11-2013                                                          | Dammam                                                              | Arabia Saudita                                                      | 2 – 1                                                               | Iraq                                                                | Qual. Coppa d'Asia 2015                                             | -                                                                   | 86’                                                                 |
| 19-11-2013                                                          | Giacarta                                                            | Indonesia                                                           | 0 – 2                                                               | Iraq                                                                | Qual. Coppa d'Asia 2015                                             | -                                                                   | 86’                                                                 |
| 28-12-2013                                                          | Doha                                                                | Bahrein                                                             | 0 – 0                                                               | Iraq                                                                | Campionato WAFF 2014 - Gironi                                       | -                                                                   |                                                                     |
| 31-12-2013                                                          | Doha                                                                | Iraq                                                                | 0 – 0                                                               | Oman                                                                | Campionato WAFF 2014 - Gironi                                       | -                                                                   |                                                                     |
| 21-2-2014                                                           | Dubai                                                               | Iraq                                                                | 2 – 0                                                               | Corea del Nord                                                      | Amichevole                                                          | -                                                                   | 57’ 77’                                                             |
| 5-3-2014                                                            | Sharjah                                                             | Iraq                                                                | 3 – 1                                                               | Cina                                                                | Qual. Coppa d'Asia 2015                                             | -                                                                   | 80’                                                                 |
| 4-9-2014                                                            | Dubai                                                               | Iraq                                                                | 0 – 2                                                               | Perù                                                                | Amichevole                                                          | -                                                                   | 73’                                                                 |
| 14-10-2014                                                          | Riffa                                                               | Bahrein                                                             | 0 – 0                                                               | Iraq                                                                | Amichevole                                                          | -                                                                   | 87’                                                                 |
| 14-11-2014                                                          | Gedda                                                               | Iraq                                                                | 0 – 1                                                               | Kuwait                                                              | Coppa del Golfo 2014 - Gironi                                       | -                                                                   |                                                                     |
| 17-11-2014                                                          | Gedda                                                               | Iraq                                                                | 1 – 1                                                               | Oman                                                                | Coppa del Golfo 2014 - Gironi                                       | -                                                                   |                                                                     |
| 20-11-2014                                                          | Riyad                                                               | Emirati Arabi Uniti                                                 | 2 – 0                                                               | Iraq                                                                | Coppa del Golfo 2014 - Gironi                                       | -                                                                   | 85’                                                                 |
| 22-12-2014                                                          | Sharjah                                                             | Iraq                                                                | 1 – 1                                                               | Kuwait                                                              | Amichevole                                                          | -                                                                   | 39’                                                                 |
| 28-3-2015                                                           | Dubai                                                               | Iraq                                                                | 2 – 1                                                               | RD del Congo                                                        | Amichevole                                                          | -                                                                   | 57’                                                                 |
| 31-3-2015                                                           | Sharjah                                                             | RD del Congo                                                        | 0 – 1                                                               | Iraq                                                                | Amichevole                                                          | -                                                                   | 81’                                                                 |
| 11-6-2015                                                           | Yokohama                                                            | Giappone                                                            | 4 – 0                                                               | Iraq                                                                | Amichevole                                                          | -                                                                   | 70’                                                                 |
| Totale                                                              |                                                                     | Presenze                                                            | 38                                                                  |                                                                     | Reti                                                                | 0                                                                   |                                                                     |

## Palmarès

### Club

#### Competizioni nazionali
- Coppa del Sultano Qaboos: 1

Al-Suwaiq: 2017

### Nazionale
- Coppa d'Asia AFC Under-23

2014
- Giochi asiatici: 1

2014